# Ronde van Spanje 2007/Tiende etappe
De tiende etappe van de Ronde van Spanje 2007 vond plaats op 10 september 2007 en voerde van Benasque naar Andorra, waar de rit eindigde met een beklimming naar het skioord Ordino Arcalís. De etappe was met 214 kilometer de langste rit in deze editie van de Ronde van Spanje en de tweede etappe die door de Pyreneeën voerde. Er waren twee tussensprints en vier beklimmingen: twee van de tweede categorie, een van de eerste categorie en de slotklim van de buitencategorie.

## Verslag
Na ongeveer 20 kilometer maakte een groep van 18 renners zich los uit het peloton. In de kopgroep zaten onder andere Giuseppe Guerini, Jurgen Van Goolen, Stef Clement, Damiano Cunego, Paolo Bettini en José Angel Gómez Marchante. De voorsprong liep langzaam op naar vijf minuten na 100 kilometer. In het peloton controleerden de renner van Rabobank de koers voor hun kopman Denis Mensjov.
De voorsprong bleef lang rond de vier minuten, maar met de slotklim in het zicht liep deze snel terug. Aan de voet van de Ordino Arcalís, na 200 kilometer, telde de kopgroep nog twaalf renners die één minuut voorsprong hadden op het peloton. Van Goolen en Ludovic Turpin kozen met zijn tweeën de aanval, maar werden op zeven kilometer van de finish ingelopen door een groep met alle klassementsrenners. Deze kopgroep werd uiteindelijk gereduceerd tot acht renners die om de dagprijs gingen strijden. Goudentruidrager Mensjov won de sprint, voor Cadel Evans en Samuel Sánchez. Van de top-5 was alleen Ezequiel Mosquera niet vertegenwoordigd in de eerste groep; hij werd negende op 33 seconden achterstand.

### Tussensprints
- Eerste tussensprint in Senterada, na 77 km: Santos González
- Tweede tussensprint in Benasque, na 183 km: Paolo Bettini

### Beklimmingen
- Coll de Fadas (2e), na 22 km: Franco Pellizotti
- Puerto de la Cruz de Perves (2e), na 64 km: Jurgen Van Goolen
- Puerto del Cantó (1e), na 134 km: Jurgen Van Goolen
- Skistation Ordino Arcalís (ESP), na 214 km: Denis Mensjov

### Opgaves
- De Spanjaard Óscar Freire van Rabobank, leider in het puntenklassement, ging niet van start wegens een blessure aan het zitvlak.
- De Zuid-Afrikaan Ian McLeod van La Française des Jeux verliet op de eerste beklimming van de dag, na 22 kilometer, de koers.
- De Italiaan Paolo Tiralongo van Lampre hield de Vuelta bij de ravitaillering, na ongeveer 110 kilometer in de etappe, voor gezien.
- Het Sloveense talent Janez Brajkovič, de kopman van Discovery Channel, gaf op hetzelfde punt als Tiralongo op.

## Uitslag
| rang | renner            | land      | ploeg             | tijd      |
| ---- | ----------------- | --------- | ----------------- | --------- |
| 1    | Denis Mensjov     | Rusland   | Rabobank          | 5u 47'05" |
| 2    | Cadel Evans       | Australië | Predictor-Lotto   | z.t.      |
| 3    | Samuel Sánchez    | Spanje    | Euskaltel-Euskadi | z.t.      |
| 4    | Manuel Beltrán    | Spanje    | Liquigas          | z.t.      |
| 5    | Carlos Sastre     | Spanje    | Team CSC          | z.t.      |
| 6    | Vladimir Jefimkin | Rusland   | Caisse d'Epargne  | z.t.      |
| 7    | Leonardo Piepoli  | Italië    | Saunier Duval     | z.t.      |
| 8    | Igor Antón        | Spanje    | Euskaltel-Euskadi | op 7"     |
| 9    | Ezequiel Mosquera | Spanje    | Karpin-Galicia    | op 33"    |
| 10   | Daniel Moreno     | Spanje    | Relax-GAM         | z.t.      |

## Klassementen

### Algemeen klassement
| rang | renner            | land      | ploeg             | tijd       |
| ---- | ----------------- | --------- | ----------------- | ---------- |
| 1    | Denis Mensjov     | Rusland   | Rabobank          | 39u 41'51" |
| 2    | Vladimir Jefimkin | Rusland   | Caisse d'Epargne  | op 2'01"   |
| 3    | Cadel Evans       | Australië | Predictor-Lotto   | op 2'27"   |
| 4    | Carlos Sastre     | Spanje    | Team CSC          | op 3'02"   |
| 5    | Ezequiel Mosquera | Spanje    | Karpin-Galicia    | op 4'35"   |
| 6    | Samuel Sánchez    | Spanje    | Euskaltel-Euskadi | op 4'42"   |
| 7    | Vladimir Karpets  | Rusland   | Caisse d'Epargne  | op 5'49"   |
| 8    | Manuel Beltrán    | Spanje    | Liquigas          | op 5'56"   |
| 9    | Leonardo Piepoli  | Italië    | Saunier Duval     | op 6'06"   |
| 10   | Stijn Devolder    | België    | Discovery Channel | op 6'28"   |

### Puntenklassement
| rang | renner        | land      | ploeg                 | punten |
| ---- | ------------- | --------- | --------------------- | ------ |
| 1    | Paolo Bettini | Italië    | Quick·Step-Innergetic | 81     |
| 2    | Denis Mensjov | Rusland   | Rabobank              | 76     |
| 3    | Erik Zabel    | Duitsland | Team Milram           | 59     |

### Bergklassement
| rang | renner           | land    | ploeg                | punten |
| ---- | ---------------- | ------- | -------------------- | ------ |
| 1    | Denis Mensjov    | Rusland | Rabobank             | 71     |
| 2    | Leonardo Piepoli | Italië  | Saunier Duval-Prodir | 67     |
| 3    | Serafín Martínez | Spanje  | Karpin-Galicia       | 67     |

### Combinatieklassement
| rang | renner            | land    | ploeg                | punten |
| ---- | ----------------- | ------- | -------------------- | ------ |
| 1    | Denis Mensjov     | Rusland | Rabobank             | 4      |
| 2    | Leonardo Piepoli  | Italië  | Saunier Duval-Prodir | 15     |
| 3    | Vladimir Jefimkin | Rusland | Caisse d'Epargne     | 16     |

### Ploegenklassement
| rang | ploeg             | land   | tijd        |
| ---- | ----------------- | ------ | ----------- |
| 1    | Caisse d'Epargne  | Spanje | 119u 23'36" |
| 2    | Predictor-Lotto   | België | op 7'55"    |
| 3    | Euskaltel-Euskadi | Spanje | op 8'58"    |

1e etappe ·
2e etappe ·
3e etappe ·
4e etappe ·
5e etappe ·
6e etappe ·
7e etappe ·
8e etappe ·
9e etappe ·
10e etappe ·
11e etappe ·
12e etappe ·
13e etappe ·
14e etappe ·
15e etappe ·
16e etappe ·
17e etappe ·
18e etappe ·
19e etappe ·
20e etappe ·
21e etappe

Startlijst · Eindstanden · Afbeeldingen